# Aphelandra chrysantha
Aphelandra chrysantha är en akantusväxtart som beskrevs av Wasshausen. Aphelandra chrysantha ingår i släktet Aphelandra och familjen akantusväxter. Inga underarter finns listade i Catalogue of Life.